# الانتخابات البرلمانية العراقية في حزيران 1954
أجريت الانتخابات البرلمانية في العراق في 9 يونيو 1954، على الرغم من تأجيلها إلى 14 يونيو في بعض المناطق بسبب الاضطرابات الشعبية.
ظل حزب الاتحاد الدستوري أكبر حزب في مجلس النواب، حيث فاز بـ 50 مقعدًا من أصل 135 مقعدًا، على الرغم من فوز المستقلين بـ 53 مقعدًا. وعلى الرغم من العقبات التي واجهتها، إلا إن هذه الانتخابات وصفت بأنها "الانتخابات الأكثر حرية في تاريخ العراق بلا شك".